# Aristobulus van Paneas
Aristobulos van Paneas (Oudgrieks: Αριστόβουλος του Πανέα) was een Helleens-Joodse filosoof van de Peripatetische School uit de 3e of 2e eeuw v.Chr. uit de Joodse gemeenschap in Alexandrië. Zijn filosofie was een mix van Aristotelische opvattingen met platoonse en pythagoreïsche elementen. Net als zijn opvolger Philo probeerde Aristobulus in zijn denken de Hebreeuwse Bijbel te verzoenen met het Griekse filosofische gedachtegoed.
De precieze situering van Aristobulus' leven is onderhevig aan twijfel. Anatolius plaatst hem in dezelfde periode als Ptolemeus Philadelphus, de derde eeuw voor Christus. Gercke situeert hem daarentegen in de periode van Philometor II Lathyrus, m.n. de laatste helft van de tweede eeuw voor Christus. Meer betrouwbare bronnen geven echter aan dat hij een tijdgenoot was van Ptolemeus Philometor in het midden van de tweede eeuw v.Chr. In dit geval zou Aristobulus afgeleid kunnen zijn van de naam 'Aristoilus' (2 Maccab. i. 10.), die genoemd wordt als de mentor van Ptolemaeus VIII Euergetes II.
Aristobulos was een van de eerste Joods-Alexandrijnse filosofen die het zich tot doel hadden gesteld de Griekse filosofische opvattingen te verzoenen met de Joodse godsdienst. Slechts enkele fragmenten van zijn werk, dat vermoedelijk de titel "Commentaren op de geschriften van Mozes" droeg, zijn bewaard gebleven. Ze zijn ons bekend via het werk van Clemens van Alexandrië, Eusebius en andere theologische schrijvers. Ondanks de fragmentarische overlevering zijn de bewaarde stukken voldoende om het opzet en het doel van de tekst af te leiden. Eusebius ("Præp. Ev." viii. 10, xiii. 12) nam twee grote fragmenten over, waarin ook alle citaten van Aristobulus voorkomen die door Clemens genoemd worden. Daarnaast is ook een kleine passage bekend die betrekking heeft op het tijdstip van het Pesach-feest, die geciteerd wordt bij Anatolius (Eusebius, "Historia Ecclesiastica," vii. 32, 17).
Aristobulus' filosofische project bestond er in, aan te tonen dat passages met opvattingen van vele vroege Griekse filosofen, waaronder Linus, Orpheus, Musacos en anderen, sterke gelijkenissen vertoonden met de Mozaïsche geschriften. Deze passages waren echter vervalsingen.
Heden neemt men dan ook aan, dat de boeken met de commentaren op de geschriften van Mozes niet geschreven zijn door Aristobulos, maar door een andere, onbekende auteur. Mogelijk had deze onbekende schrijver als doel bij de Grieken sympathie en dankbaarheid jegens de Joodse godsdienst op te wekken.